# Club Esportiu Sant Celoni
El Club Esportiu Sant Celoni és un club de futbol català de la ciutat de Sant Celoni, al Vallès Oriental.

## Història
El club va ser fundat l'1 de gener de 1913. Entre 1956 i 1962 va disputar tres temporades a Tercera Divisió, jugant amb els millors clubs catalans amateurs.

## Actualitat
La temporada 2015-2016 disposa de divuit equips en les competicions de la Federació Catalana de Futbol, quinze de masculins (Primer equip, Juvenil A, Juvenil B, Cadet A, Cadet B, Infantil A, Aleví A, Aleví B, Benjamí A, Benjamí B, Benjamí C, Pre-Benjamí A, Pre-Benjamí B i Prebenjamí C) i tres de femenins (Juvenil-Cadet, Cadet-Infantil i Infantil-Aleví), a més tres equips d'escoleta (dos masculins i un femení).

## Temporades
Fins a l'any 2011-12 el club ha militat 3 temporades a Tercera Divisió, 2 a Primera Catalana i 13 a Preferent Territorial.
- 1956-1957: 3a Divisió 11è
- 1957-1958: 3a Divisió 21è
- 1961-1962: 3a Divisió 16è
- 2004-2005: Primera Div. Catalana 13è
- 2005-2006: Primera Div. Catalana 17è
- 2011-2012: Tercera Catalana (G6) 4t
- 2012-2013: Tercera Catalana (G9) 4t
- 2013-2014: Tercera Catalana (G9) 8è
- 2014-2015: Tercera Catalana (G9) 18è
- 2015-2016: Quarta Catalana (G9)

## Plantilla del Primer equip de futbol 2015-2016
| N. | Pos. | Nac. | Jugador        |
| -- | ---- | --- | -------------- |
| —  | POR  | [[Fitxer:Flag of Catalonia.svg\|23x15px\|border \|alt=Catalunya\|link=Selecció de futbol de Catalunya\|{{#if:\|]] | Aitor Milàn    |
| —  | DEF  | [[Fitxer:Flag of Catalonia.svg\|23x15px\|border \|alt=Catalunya\|link=Selecció de futbol de Catalunya\|{{#if:\|]] | Daniel Sanchez |
| —  | DEF  | [[Fitxer:Flag of Catalonia.svg\|23x15px\|border \|alt=Catalunya\|link=Selecció de futbol de Catalunya\|{{#if:\|]] | Pau Rivera     |
| —  | DEF  | [[Fitxer:Flag of Catalonia.svg\|23x15px\|border \|alt=Catalunya\|link=Selecció de futbol de Catalunya\|{{#if:\|]] | Oriol Palleja  |
| —  | MIG  | [[Fitxer:Flag of Catalonia.svg\|23x15px\|border \|alt=Catalunya\|link=Selecció de futbol de Catalunya\|{{#if:\|]] | Joan Caturla   |

| N.     | Pos. | Nac. | Jugador          |
| ------ | ---- | --- | ---------------- |
| —      | MIG  | [[Fitxer:Flag of Catalonia.svg\|23x15px\|border \|alt=Catalunya\|link=Selecció de futbol de Catalunya\|{{#if:\|]] | Xavier Mora      |
| capità | MIG  | [[Fitxer:Flag of Catalonia.svg\|23x15px\|border \|alt=Catalunya\|link=Selecció de futbol de Catalunya\|{{#if:\|]] | Jonatan Cos      |
| —      | MIG  | [[Fitxer:Flag of Catalonia.svg\|23x15px\|border \|alt=Catalunya\|link=Selecció de futbol de Catalunya\|{{#if:\|]] | Francesc Pascual |
| —      | DAV  | [[Fitxer:Flag of Catalonia.svg\|23x15px\|border \|alt=Catalunya\|link=Selecció de futbol de Catalunya\|{{#if:\|]] | Marçal Brunet    |
| —      | DAV  | [[Fitxer:Flag of Catalonia.svg\|23x15px\|border \|alt=Catalunya\|link=Selecció de futbol de Catalunya\|{{#if:\|]] | {{{name}}}       |

## Les instal·lacions

### Camp Municipal d'Esports 11 de setembre

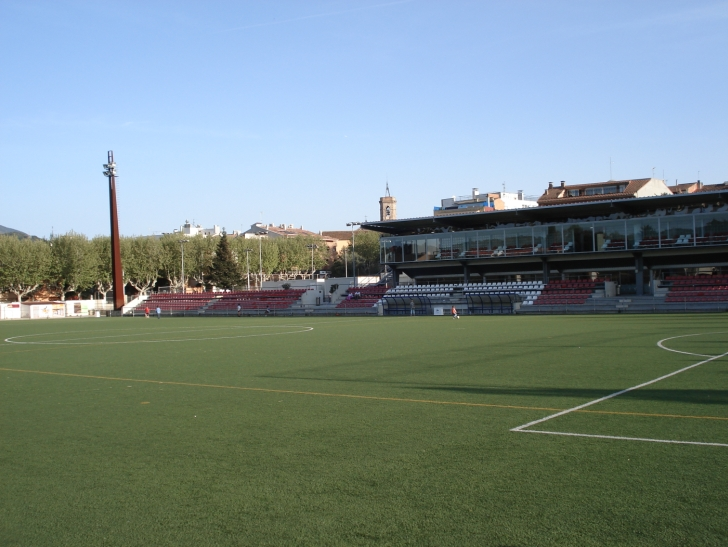
Camp de futbol sant celoni

És un estadi amb un terreny de joc de 100 x 50 metres, orientat d'est a oest, amb gespa artificial de primera generació.
El públic es pot situar dret pels costats nord i est, mentre que les grades estan de punta a punta del costat sud, una quarta part són descobertes, la meitat estan cobertes i la resta està coberta i tancada en una vitrina superior.
Està situat entre el passeig dels Esports a l'oest, el carrer d'Esteve Cardelús al nord i l'avinguda Catalunya a l'est. Disposa de quatre entrades, dues per l'oest, una d'emergències pel nord i una per l'est que dona a l'aparcament, i que actualment és la que s'utilitza com a única durant els partits de pagament.
En el mateix recinte hi ha un bar de titularitat municipal que es gestiona per un sistema de concessió administrativa, cinc despatxos i una sala polivalent que utilitzen les entitats esportives, i altres equipaments esportius, una pista coberta dedicada tant al patinatge artístic com a l'hoquei sobre patins, i dues pistes descobertes equipades amb porteries de futbol sala i opcionalment amb cistelles de bàsquet.
Aquesta zona esportiva municipal del barri Residencial Esports es completa amb un pavelló per al bàsquet, i a cinquanta metres hi ha les instal·lacions del Club de Tennis Sant Celoni, amb tres pistes, una de pàdel i una piscina, i les instal·lacions del gimnàs Mètric, que també tenen piscina i pista de tennis.

### Camp Municipal de futbol de Can Sans
És un camp de terra situat a un quilòmetre del primer, encara de terra i que està pendent d'una important remodelació. Només s'utilitza per a entrenar i excepcionalment s'hi disputa algun partit.
Està situat al costat de l'Institut de Batxillerat i les pistes d'atletisme, i s'hi accedeix des de la carretera que uneix Sant Celoni amb Campins.